# Пазьдзьорно
Пазьдзьорно (пол. Paździorno, нім. Pohlsdorf) — село в Польщі, у гміні Костомлоти Сьредського повіту Нижньосілезького воєводства.
Населення — 252 особи (2011).
У 1975-1998 роках село належало до Вроцлавського воєводства.

## Демографія
Демографічна структура станом на 31 березня 2011 року:
|          | Загалом | Допрацездатний вік | Працездатний вік | Постпрацездатний вік |
| -------- | ------- | ------------------ | ---------------- | -------------------- |
| Чоловіки | 128     | 26                 | 86               | 16                   |
| Жінки    | 124     | 23                 | 72               | 29                   |
| Разом    | 252     | 49                 | 158              | 45                   |